# Norbert Wagner (Politiker)
Norbert Wagner (* 11. April 1936 in Sulzbach/Saar; † 7. November 1994 ebenda) war ein deutscher Politiker (FDP/DPS).
Nach seinem Abitur am Gymnasium Sulzbach studierte Wagner an der Universität des Saarlandes die Fächer Geschichte, Sport, Politik und Soziologie auf Lehramt. Seit dem Wintersemester 1957/58 war er Mitglied der Saarbrücker Burschenschaft Germania.
Ab 1966 war er an seinem ehemaligen Gymnasium als Lehrer tätig.
Wagner trat 1963 in die FDP ein. Ab 1973 war er Fraktionsvorsitzender im Sulzbacher Stadtrat. Er konnte im Juli 1982 in den Landtag des Saarlandes nachrücken und wurde 1985 sowie 1990 wiedergewählt. Ab 1990 hatte er den Vorsitz der dortigen FDP-Fraktion inne. Nach parteiinternen Querelen legte er 1992 sein Landtagsmandat nieder und trat 1994 schließlich aus der FDP aus. Wenige Monate später starb Wagner an einer Herzkrankheit im Knappschaftskrankenhaus seiner Heimatstadt, nachdem er zuvor vergeblich auf ein Spenderherz gewartet hatte. Norbert Wagner war zweimal verheiratet und hinterließ eine Tochter.